# Athyrium viviparum
Athyrium viviparum är en majbräkenväxtart som beskrevs av Christ. Athyrium viviparum ingår i släktet Athyrium och familjen Athyriaceae. Inga underarter finns listade.